# Smedning
Smedning er bearbejdning (formning og sammenføjning) af metalgenstande, der udført som erhverv foretages af en smed i en smedje. Til smedning anvendes oftest jern, men ædlere metaller som sølv og guld kan også smedes. Ved smedning formes metallet uden væsentligt materialetab i modsætning til ved drejning, som er en spåntagende bearbejdningsproces (dvs. hvor metal skrælles af). Fra omkring 1860 blev støbning et tredje alternativ; men støbejern er kendt siden 1700-tallet.
Smedens vigtigste værktøj er hammer, smedetang, ambolt og esse. Dertil kommer en skruestik. Det gamle håndværk er nu næsten uddødt og overtaget af industriel forarbejdning.
De vigtigste bearbejdningsformer ved smedning er stukning (hvor materialet gøres kortere og tykkere) og strækning (hvor materialet gøres længere eller bredere samt tyndere) samt bøjning og bukning.
Til smedens arbejde hører også essesvejsning, hvor to stykker svejses sammen til ét i essens varme.